# EBTC Europäisches Bibel Trainings Centrum
Das Europäische Bibel Trainings Centrum e. V. (EBTC) ist eine überkonfessionelle private christliche Bibelschule evangelikaler Prägung mit eigenem Verlag. Es hat seinen Hauptsitz in Berlin und weitere Standorte in Soest, Oberberg, Zürich und Wien.

## Geschichte
Die Bibelschule wurde 2001 in Berlin mit Unterstützung des US-amerikanischen Pastors John F. MacArthur gegründet. Der Standort Zürich kam 2006 und der westdeutsche Zweig im Rheinland 2011 hinzu. 2016 wurde der österreichische Standort in Wien eröffnet. 2001 startete die Bibelschule mit 18 Schülern, im Oktober 2020 hatte sie nach eigenen Angaben 315 Schüler an vier Standorten. Das EBTC ist Mitglied der Organisation The Master’s Academy International (TMAI), die gleichgesinnte Ausbildungsstätten in Albanien, Kroatien, Tschechien, Honduras, Indien, Italien, Japan, Malawi, Mexiko, dem mittleren Osten, Russland, Südafrika, Spanien, den Philippinen, Ukraine und den USA verbindet.
Theologisch ist das EBTC evangelikal, es bekennt sich zur Irrtumslosigkeit der Bibel und zur Errettung allein durch Gottes Gnade. Seine Soteriologie ist reformiert, seine Eschatologie prämillenialistisch bzw. dispensationalistisch. Die wichtigsten am EBTC gelehrten Grundüberzeugungen sind in einem eigenen Glaubensbekenntnis zusammengefasst.
Als Ziel seiner Arbeit nennt das EBTC, „Gemeinden bei der Zurüstung ihrer Mitarbeiter zu unterstützen“.

## Ausbildung
Angeboten werden in Kooperation mit ausländischen Institutionen ein Studium zum Master of Arts (M.A.) sowie zum Master of Divinity (M.Div.) als sechsjähriges Grundprogramm für die theologische Ausbildung von Absolventen, die sich auf kirchliche oder missionarische Berufe vorbereiten, des Weiteren Lehrgänge zu Bibelkunde, Bibelstudium, Auslegungspredigt, Seelsorge und Gemeindemusik. Der Unterricht findet einmal monatlich an einem Wochenende statt. Das Unterrichtsjahr erstreckt sich über 10 Monate. Das berufsbegleitende Studium ist eine Kombination von Präsenz- und Fernstudium. Seit 2020 wird außerdem ein reiner Online-Unterricht für den Lehrgang Bibelkunde angeboten.
Zu den bekanntesten Dozenten gehören Johannes Pflaum, Wolfgang Nestvogel und Benedikt Peters.

## Verlag
Als Verlag veröffentlicht das EBTC Bücher für den deutschsprachigen Raum. Eines der größten Übersetzungsprojekte war die 2020 veröffentlichte Systematische Theologie Biblische Lehre – Eine systematische Zusammenfassung biblischer Wahrheit. Seit 2023 arbeitet das EBTC mit dem Hebraisten und Gräzisten Benedikt Peters an der neuen deutschsprachigen Bibelübersetzung EsraBibel. Publiziert wird hauptsächlich, um den Dienst in der Bibelschule zu unterstützen.
Das Angebot an deutsch- und fremdsprachigen Publikationen umfasst ca. 70 Titel von Autoren wie Tim Challies, Jim Newheiser, John F. MacArthur, Richard Mayhue, Marshall Segal, Wolfgang Nestvogel, Benedikt Peters, Mary Somerville, John Charles Ryle, Christopher Ash, Johannes Pflaum, James White, A.W. Tozer, Jerry Bridges und Martin Luther.